# NGC 1
NGC 1 je spiralna galaksija u zviježđu Pegaza. 
U vrijeme kada je sastavljan New General Catalogue (epoha 1860), ovaj je objekt imao najnižu rektascenziju od svih objekata u katalogu, pa mu je pridijeljen broj 1. Od tada su se, zbog zemljine precesije, koordinate promijenile, pa u epohi 2000 ovaj objekt više nema najnižu rektascenciju u katalogu.